# Glossophyllum
Glossophyllum là một chi rêu trong họ Stereophyllaceae.